# Alexandr Morozov
Alexandr Morozov (Tomsk, Unión Soviética, 13 de octubre de 1939) fue un atleta soviético especializado en la prueba de 3000 m obstáculos, en la que consiguió ser subcampeón europeo en 1969.

## Carrera deportiva
En el Campeonato Europeo de Atletismo de 1969 ganó la medalla de plata en los 3000 m obstáculos, con un tiempo de 8:25.6 segundos, llegando a meta por detrás del búlgaro Mikhail Zhelev que con 8:25.0 segundos batió el récord de los campeonatos, y por delante del también soviético Vladimir Dudin.